# Asaf Ademi
Asaf Ademi (mac. Асаф Адеми; ur. 9 kwietnia 1980 w Gostiwarze) – północnomacedoński polityk pochodzenia albańskiego, ambasador Republiki Macedonii w Kopenhadze, minister kultury w latach 2018–2019.

## Życiorys
Ukończył studia z zakresu inżynierii lądowej na Uniwersytecie Świętych Cyryla i Metodego w Skopju.
Pełnił funkcję ambasadora Republiki Macedonii w Kopenhadze, pracował następnie jako urzędnik państwowy, a od 2013 do 2018 roku kierował biurem przedsiębiorstwa informatycznego INSCALE w Skopju.
Zaangażował się w działalność polityczną, dołączając do partii Alternatywa. 4 czerwca 2018 roku objął funkcję ministra kultury, a 5 maja następnego roku podał się do dymisji. Stanowisko ministra kultury piastował do 26 czerwca tegoż roku.